# 唐曜
唐曜（1510年—？年），字幼貞，一字子晦，號小潭，四川叙州府富順縣民籍江西南昌府南昌縣人，明朝政治人物。

## 生平
由國子生中式嘉靖七年（1528年）戊子科四川鄉試第七名舉人，嘉靖十一年（1532年）壬辰科会试第三百十三名，第三甲第六十三名進士。觀都察院政，授石埭縣、太湖縣、鄞县知縣，陞刑部主事，員外郎，郎中。出为廣平府知府，二十八年（1549年）升河南信陽兵备副使。

## 家族
曾祖唐邦顯；祖唐淵；父唐公正；嫡母胡氏；生母吳氏。慈侍下。